# تنوع (سياسة)

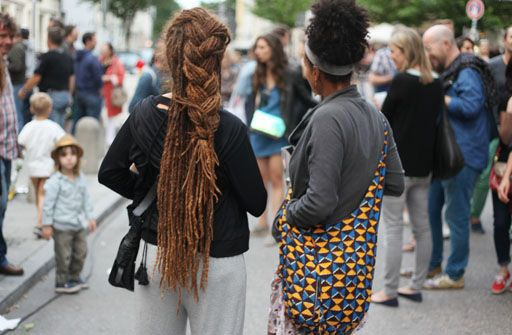

في علم الاجتماع والدراسات السياسية، يستخدم المصطلح التنوع (أو متنوع) ليصف الكيانات السياسية (أماكن الجوار والهيئات الطلابية وما إلى ذلك) التي تحتوي على أعضاء لديهم فروقات واضحة في خلفياتهم الثقافية أو في أنماط حياتهم.
والمصطلح يصف الفروق في السمات العنصرية أو التصنيف الإثني أو العمر أو النوعأو الدين أو الفلسفة أو الإعاقة البدنية أو الخلفية الاجتماعية الاقتصادية أو التوجه الجنسي أو الهوية الجنسية أو الذكاء أو الصحة النفسية أو الصحة البدنية أو السمات الوراثية أو السلوك أو الجاذبية، أو أي سمات مميزة أخرى.
أثناء قياس التنوع البشري، يتم استخدام فهرس تنوع لقياس احتمالية أن يكون أي شخصين، يتم اختيارهما بشكل عشوائي، من إثنيات مختلفة. إذا كان كل الأشخاص من نفس المجموعة الإثنية، يكون الفهرس عند الصفر. وإذا كان النصف من مجموعة ما في حين أن النصف الآخر من مجموعة أخرى، يكون الفهرس 50.

## الأيديولوجية
تقضي العقائد الدينية السياسية التي تدعم فكرة أن التنوع أمر له قيمة كبيرة ومرغوب فيه بأن إدراك وتعزيز هذه الثقافات المتنوعة يمكن أن يساعد على التواصل بين الأشخاص من الخلفيات وأنماط الحياة المختلفة، مما يؤدي إلى زيادة المعارف والتفاهم والتعايش الفهمي. على سبيل المثال، يعد «احترام التنوع» أحد المبادئ الستة لـ ميثاق الخضر العالمي، وهو بيان يشارك فيه أحزاب الخضر من كل أرجاء العالم. وفي مقابل التنوع، تعزز بعض العقائد الدينية السياسية الاستيعاب الثقافي بصفتها عملية تؤدي إلى تلك النتائج.

### الاستخدام الأكاديمي في أمريكا
يمتد هذا الاستخدام المتعلق بالتنوع بهذا المعنى إلى الاستخدام الأكاديمي الأمريكي، حيث تدعم محاولة خلق «كيان طلابي متنوع» بشكل نموذجي استخدام الطلاب من نوعيات السكان المستثناة بشكل تاريخي، مثل الطلاب الأمريكيين من أصل إفريقي أو الطلاب من الخلفيات اللاتينية، بالإضافة إلى النساء في المجالات التي يتم تمثيلها بشكل غير كامل تاريخيًا مثل العلوم.